# Římskokatolická farnost Bystřice pod Hostýnem
 Římskokatolická farnost Bystřice pod Hostýnem je územní společenství římských katolíků s farním kostelem svatého Jiljí v děkanátu Holešov. Na jejím území se nachází i nejvýznamnější poutní místo Moravy, Svatý Hostýn, které však má svoji vlastní duchovní správu. Kromě města Bystřice pod Hostýnem zahrnuje také Rychlov a obec Chvalčov.

## Historie farnosti
Počátky bystřické farnosti sahají asi do 14. století. V 16. století se stala farnost protestantskou; působil v ní například význačný luterský spisovatel Tobiáš Závorka Lipenský. Po bitvě na Bílé hoře byla v obci obnovena katolická farní správa. Roku 1660 byly založeny farní matriky. Roku 1744 byl vystavěn nový kostel, který byl ovšem poškozen požárem v roce 1789.
Jednolodní chrám sv. Jiljí na Masarykově náměstí stojí tam, kde podle záznamů z roku 1368 byl původní kostel se hřbitovem. Roku 1545 byl založen nový hřbitov za městem, ale starý se používal dál a také krypta v kostele, do níž byly r. 1584 uloženy ostatky Přemka Prusinovského z Víckova, rytíře Řádu Božího hrobu.

## Bohoslužby
| Kostel               | Místo                 | Bohoslužba (den)                          | Hodina                            | Poznámka     |
| -------------------- | --------------------- | ----------------------------------------- | --------------------------------- | ------------ |
| kostel svatého Jiljí | Bystřice pod Hostýnem | neděle pondělí úterý čtvrtek pátek sobota | 7.45, 10.00 17.30 7.30 17.30 7.30 | farní kostel |

## Duchovní správci
Od července 2016 je farářem R. D. Mgr. Jan Hrudík.
A úlohu kaplana zde plní od srpna  2020 P. Josef Hovád

## Aktivity ve farnosti
V červnu 2016 byl vysvěcen na trvalého jáhna farník Jan Kotas.